# Roope Hintz
Roope Hintz (Tampere, Finlandia, 17 de noviembre de 1996), apodado Ace of Spades, es un jugador profesional finlandés de hockey sobre hielo que se desempeña en la posición de centro en Dallas Stars, equipo de la National Hockey League (NHL).

## Carrera
Fue seleccionado en la segunda ronda en la NHL Entry Draft de 2015. En 2018 hizo su debut profesional con el equipo Dallas Stars, donde lleva jugando seis temporadas.